# Croisade prussienne
La Croisade prussienne est constituée d'une série de campagnes menées par des croisés catholiques, et principalement les chevaliers de l'ordre teutonique, pour christianiser sous la contrainte les vieux Prussiens païens et prendre le contrôle de leur territoire.
Invités après des expéditions infructueuses contre les Prussiens par les chevaliers teutoniques commencèrent leur campagne. À la fin du XIIIè siècle, après avoir réprimé plusieurs soulèvements prussiens, les Chevaliers avaient établi leur contrôle sur la Prusse et administraient les Prussiens conquis à travers leur État monastique.
Certains vieux Prussiens fuient vers la Lituanie.

## Premières missions et raids prussiens

Tribus baltes et clans prussiens c. 1200

Les premières tentatives d'évangéliser les Prussiens sont infructueuses. Aux alentours de l'an mil, les évêques Adlabert de Prague et Bruno de Querfurt ont payé de leur vie leurs activités missionnaires sur le territoire des Prussiens. Durant le XIIe siècle, des incursions réciproques ont eu lieu entre Prussiens et Polonais, notamment en Mazovie et dans la région de Chelmno,. Malgré la tentative de Bolesław III d'évangéliser la Poméranie avec le concours de l'évêque Othon de Bamberg, la Prusse est toujours une terre non christianisée au début du XIIIe,.
Au terme de la troisième croisade (1189-1192), la chrétienté accroit ses efforts de conversion au christianisme des peuples païens habitant au Nord-Est de l'Europe, le long de la Mer Baltique . Les Prussiens sont l'un des peuples baltes païens contre lesquels une croisade est décidée. En 1206, une bulle du pape Innocent III place une nouvelle campagne d'évangélisation sous l'autorité de l'archevêque de Gniezno Wincenty Niałek, en citant parmi les missionnaires Christian d'Oliva, moine cistercien du monastère de Kolblatz en Poméranie . Ce dernier est élu évêque des Prussiens en 1215, bien que ces terres de mission se limitent de fait aux terres des Pogésaniens et Pomésaniens. Christian d'Oliva est un évêque, mais aussi un seigneur territorial; à ce titre, il impose aux nouveaux convertis non seulement la dîme, mais également des corvées pour construire des bourgs et des forteresses. Cette volonté de pouvoir terrestre est très mal acceptée par les Prussiens. Les Prussiens persistent à refuser à devenir chrétiens et continuent leurs raids sur les terres du duc Conrad de Masovie, sur Plock et sur Chelmno.
En 1228, le duc Conrad de Mazovie, l'évêque de Plock Gunter Prus ainsi que Christian d'Oliva fondent en 1228 l'Ordre de Dobrin afin de contraindre les Prussiens à se convertir au catholicisme. L'ordre de Dobrin est un ordre militaro-religieux à l'instar de celui des Chevaliers Porte-Glaive (actif en Livonie). Sa taille est cependant beaucoup plus réduite, il ne se compose que de 14 chevaliers et ne parvient pas à recruter davantage de combattants. De ce fait, l'Ordre de parvient tout juste à contrôler le bourg de Dobrin, qui leur a été confié par Conrad. En 1233, Christian d'Oliva est fait prisonnier par les Prussiens et le reste jusqu'en 1238. Entre-temps, l'évêque Gunter de Plock convainc le pape Grégoire IX de la nécessité d'incorporer l'Ordre de Dobrin à l'Ordre teutonique.
Durant la majeure partie du XIIIe siècle, c'est l'Ordre teutonique, dont les rangs de chevaliers sont renforcés par de nombreux croisés, qui vont mener une croisade contre les Prussiens afin de les christianiser de force.

## Invitation de l'Ordre Teutonique
À Rome, Christian d'Oliva avait fait la connaissance d'Hermann von Salza, Grand Maître de l'Ordre Teutonique de 1209 à 1239. Avec la permission du duc Conrad de Mazovie et de la noblesse de Mazovie, Christian demanda l'aide de l'Ordre Teutonique contre les Prussiens en 1226. La stabilité avec les Prussiens permettrait alors à Conrad de devenir grand-duc de Pologne. Bien qu'intéressé par l'offre polonaise, Hermann von Salza avait pour priorité de soutenir Frédéric II, empereur du Saint-Empire romain germanique, dans sa cinquième croisade. Par ailleurs, l'Ordre Teutonique d'être été expulsé du Pays de la Bârsa (Royaume de Hongrie) par les troupes d'Hadrien II, Hermann von Salza est décidé à obtenir des garanties solides d'implantation durable et de souveraineté en compensation de l'engagement militaire de l'ordre teutonique dans la région.
Avant la conquête, l'Ordre teutonique possédait déjà de vastes terres en Bohême et en Moravie.

## Déroulement de la croisade dirigée par l'Ordre teutonique
La croisade contre les Prussiens commence en 1231, lorsque l'Ordre teutonique traverse la Vistule à la hauteur de Nieszawa (Nessau). La même année, l'ordre construit un premier fort en bois à Torun (allemand: Thorn), située sur le cours inférieur de la Vistule. À partir de là, l'Ordre teutonique conquiert progressivement le territoire au nord de la Vistule. Les combats ont généralement lieu en hiver, la Vistule gelée permettant aux chevaliers d'avancer rapidement. Le but est de convertir l'ennemi et de l'écraser en cas de refus. Au fur et à mesure de leur avance, les chevaliers cherchent à se rendre maître du terrain en établissant toute une série de forteresses le long de la Vistule. Pour ce faire, ils construisent des forts en bois, protégés par des remparts. Ces forteresses se trouvent parfois sur l'emplacement d'anciens châteaux-forts (souvent abandonnés ou en mauvais état).
En 1232, l'ordre teutonique se rend maître de la ville de Chelmno . En 1234, les croisés, secondés par les ducs polonais, entament la conquête du territoire des Pomésaniens, au nord de la région de Chelmno et établissent la ville de Kwidzyn (Marienwerder), également située sur le cours de la Vistule. En 1237, ils fondent la ville d'Elbing, atteignant ainsi la côte de la Mer Baltique.

### Premier soulèvement prussien (1242-1249)
En 1242, l'avancée des chevaliers teutoniques dans le territoire des Prussiens s'arrête net à la suite du déclenchement du premier soulèvement prussien en 1242. Alarmé par l'expansion rapide des croisés sur le territoire limitrophe de ses terres, le duc chrétien Swantopolk de Pomérélie s'allie aux Prussiens. Swantopolk attaque la région de Chelmno et progresse jusqu'à Torun. L'ordre teutonique est quant à lui soutenu militairement par des chevaliers venus participer à la croisade à titre individuel ainsi que par les ducs de Grande-Pologne et de Masovie. En 1242, l'Ordre fait le siège de la forteresse de Sartowitz (polonais: Sarnowice) et y découvre les reliques de Sainte Barbara. En 1243, une grande partie des terres conquises par l'ordre repasse sous le contrôle des Prussiens. Les différents forts en bois s'avèrent constituer de trop fragiles défenses, les Prussiens parvenant à les prendre d'assaut et les piller. L'ordre teutonique ne contrôle plus alors que les villes fortifiées de Torun, Culm et Rehden. Par la suite cependant, l'Ordre teutonique parvient à reconquérir le terrain perdu et à s'enfoncer à nouveau dans le territoire des Prussiens, notamment à la suite de l'arrivée d'importants renforts arrivés en Prusse en 1247. Fin 1247, les chevaliers assiègent et prennent d'assaut une forteresse majeure des Pomésaniens, que ces derniers rebaptisent  « Christburg » (Dzierzgoń), tandis que Henri III le Blanc, Margrave de Meißen, soumet les Pogésaniens. Świętopełk réagit en détruisant Christburg, que les chevaliers reconstruisent à un autre emplacement. Les armées des Prussiens et de Swantopolk ne réussirent pas à capturer ce nouveau fort. Othon III de Brandebourg attaque pour sa part la Warmie et la Natangie, obligeant les habitants à se rendre.
En 1248, Swantopelk signe la paix avec l'Ordre teutonique. Selon les termes de cet accord, il doit rendre des terres à ses frères, autoriser les chevaliers teutoniques à traverser ses domaines, arrêter de taxer les navires sur la Vistule et cesser toute aide aux Prussiens. Début 1249, les clans prussiens décident à leur tour de se rendre et signent le traité de Christburg.

### Traité de Christburg
Le 2 février 1249, un traité de paix, le traité de Christburg est signé entre les clans prussiens pomésaniens, pogésaniens et natangiens, représentés par le légat du Pape Jacob de Liège, et l'Ordre teutonique. Le traité met sur un pied d'égalité juridique ordre teutonique et clans prussiens, sans tenir compte ni même mentionner le statut d'apostasie de ces derniers,.Le traité offre aux Prussiens deux possibilités : soit embrasser définitivement la foi catholique et bénéficier des libertés qui leur seront accordées en tant qu'«enfants de Dieu» ou quitter leur territoire,. La majorité des Prussiens choisissent de rester sur leurs terres, mais certains décident de migrer vers des terres non contrôlées par l'Ordre teutonique. En acceptant ce traité, les Prussiens perdent leur souveraineté politique. Ils doivent dorénavant allégeance à l'Ordre teutonique ainsi qu'à la papauté. Ils s'engagent à cesser de pratiquer la polygamie, à ne plus pratiquer leurs anciens cultes et à s'abstenir de toute pratique contraire à la morale chrétienne. Ils s'engagent également à faire baptiser leurs enfants, à se marier religieusement selon le rite catholique et à construire rapidement une série d'églises pour lesquelles l'Ordre teutonique se voit confier la charge de leur fournir un clergé. Enfin, le traité de Christbourg prévoit également qu'en cas d'apostasie ou de révolte contre l'Ordre teutonique, les Prussiens ne pourront plus se prévaloir des libertés qui leur ont été concédées par le traité,.
En comparaison d'autres traités de la même période, les historiens considèrent que les conditions de ce traité sont particulièrement favorables aux Prussiens,. En effet, les libertés garanties par le traité de Christburg sont les mêmes que celles que possèdent déjà les personnes ayant émigré dans ces contrées depuis le Saint-Empire romain germanique,.
Alors que la majorité des clans respectent les termes du traité, des combats intermittents se poursuivirent néanmoins jusqu'en 1253, les Natangiens battant même l'Ordre à Krücken en novembre 1249.

### Poursuite de la conquête
Après que les Prussiens occidentaux sont passés sous le contrôle de l'ordre teutonique dès les années 1250, les chevaliers teutoniques poursuivirent leur croisade en direction du nord et de l'est. Ils affrontent le clan des Sambiens avec l'appui du roi de Bohême Ottokar II et le magrave Othon de Brandebourg. Le territoire concerné se situe sur la péninsule de Sambie et dès 1255, l'Ordre teutonique contrôle l'ensemble de sa côte. Königsberg est fondée en 1258. La région est déjà connue pour son commerce d'ambre et est densément peuplée.

### Deuxième soulèvement prussien (1260-1274)

2ème soulèvement prussien. Délimité en orange, le territoire de l’État teutonique en 1260

Le deuxième soulèvement prussien commence en 1260 à la suite de la défaite de l'Ordre teutonique à la bataille de Durbe en Livonie, où l'Ordre combattait les Samogètes. Le soulèvement est d'une considérable ampleur, bien que tous les clans prussiens n'y prennent pas part.

## Tactiques militaires
La stratégie de l'Ordre teutonique consiste à conquérir le terrain progressivement, en s'appuyant sur la création successive de places fortes faciles à protéger et favorable au commerce . Les campagnes militaires se déroulent ainsi par à coups, les avancées étant tributaires du nombre de croisés disponibles, que ces derniers fassent partie de l'Ordre teutonique ou non. Entre-temps, de petits groupes de moines-soldats sont chargés de tenir ces places fortes, face à des adversaires potentiellement plus nombreux. L'approvisionnement continu de ces troupes constitue ainsi un enjeu majeur. L'installation de ces places fortes le long de voies d'eau permet à la fois d'assurer cet approvisionnement et de permettre la fuite en cas de besoin . 

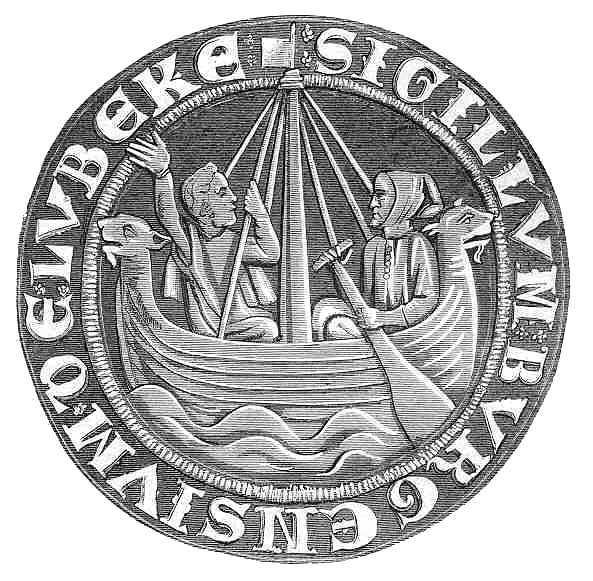
Sceau de la ville de Lübeck comportant le dessin d'une cogue, 1280

L'Ordre teutonique dispose de bateau qui sont des cogues, soit des voiliers de commerce à fond plat que l'on peut armer de canons. L'Ordre teutonique emploie ces bateaux à la fois comme moyen de transport et comme bateau de guerre. Selon la chronique de Pierre de Duisbourg, Heinrich von Meissen se serait avancé en territoire prussien en 1234 et aurait immédiatement ordonné la constructions de deux cogues et les aurait utilisés pour défendre Elbing et Balga .
Dans les combats, les chevaliers teutoniques ont recours aux arbalètes, qui sont alors une nouveauté dont les Prussiens ne disposent pas. 
Lors de la croisade livonienne, l'Ordre teutonique utilise en 1220 un trébuchet à contrepoids, mais  il ne semble pas que des machines de guerre aient été déployées en Prusse par l'Ordre teutonique, ou en tout cas pas de manière usuelle. En ce qui concerne les Prussiens, Pierre de Duisbourg fait mention de machines de guerre employées lors du premier soulèvement prussien par le duc de Swantopolk à l'hiver 1242/1243 dans ses efforts pour reconquérir Sartowitz ; le chroniqueur ne précise cependant pas de quelles machines il s'agit. En 1261, les Prussiens font à nouveau usage de machines de guerre lors du siège de Heilsberg, reprenant sans doute à leur usage la technologie dont ils avaient été témoins de l'usage lors du siège de Sartowitz.
Lors des soulèvements prussiens, l'Ordre teutonique subit de lourdes défaites. Les places fortes, dénuées de fortifications en pierre, s'avèrent difficiles à défendre. Jusqu'à la chute d'Acre en 1291, il semble que l'essentiel des ressources militaires aient été alloués aux activités de l'Ordre en Terre Sainte . Contrairement aux autres places, la forteresse de Königsberg est construite en pierre, mais cette réalisation n'a été possible que grâce à l'apport financier du roi Ottokar II de Bohème. L'Ordre teutonique rencontre par ailleurs des difficultés chroniques d'approvisionnement, ses adversaires contrôlant l'estuaire de la Vistule ainsi que terres sur la rive ouest de la basse Vistule. 
De manière générale, l'Ordre teutonique, ne déploie pas de moyens techniques sophistiqués dans le cadre de la croisade prussienne. Aucune des forces en présence ne dispose à priori d'une suprématie militaire éclatante de nature à amener l'un des adversaires à se rendre rapidement. De ce fait, les combats livrés de la croisade prussienne sont particulièrement longs et meurtriers. Au final, l'Ordre teutonique parvient à asseoir sa domination sur le territoire prussien par le poids du nombre, compensant sa relative infériorité technique par sa capacité à déployer davantage de combattants.

Dans une bulle du 1er octobre 1243, le pape Innocent IV et Guillaume de Modène divisent la Prusse en quatre diocèses : le diocèse de Culm, de Pomésanie, Ermeland et Samland, bien que le territoire de ce dernier n'ait pas encore été conquis.

## Colonisation versus migration

### Charte et droit de Kulm
Le 28 décembre 1233, Le document délivré par l'Ordre Teutonique à Kulm le 28 décembre 1233, par lequel les villes de Kulm et de Thorn ont été élevées au rang de premières villes du pays de Kulm, situé entre la Vistule et deux de ses affluents, et ont reçu un règlement municipal, est appeléHandfeste Kulm .(Cette conquête s'est accompagnée d'une colonisation ciblée, les établissements fondés par l'Ordre se voyant le plus souvent accorder le droit garanti par la Handfeste de Kulm. Au cours des premières années, l'Ordre fut soutenu par les troupes de Conrad de Mazovie et des autres princes polonais, ainsi que par des armées de croisés venues de l'Empire et de nombreux pays d'Europe occidentale. Le pape Grégoire IX accorda aux participants à la campagne contre les Prussiens le pardon complet des péchés et d'autres promesses de salut, comme il était d'usage pour une croisade en Terre sainte.